# مايكل غولدبرغ (كاتب)
مايكل غولدبرغ (بالإنجليزية: Michael Goldberg)‏ (3 يوليو 1953)؛ صحفي وروائي أمريكي. درس في جامعة كاليفورنيا.